# Youngiomyces
Youngiomyces är ett släkte av svampar. Youngiomyces ingår i familjen Endogonaceae, ordningen Endogonales, klassen Zygomycetes, divisionen oksvampar och riket svampar.
|              | Peridiospora |
|              | |
| Youngiomyces | \| \| Youngiomyces aggregatus \| \| \| \| \| \| Youngiomyces carolinensis \| \| \| \| \| \| Youngiomyces multiplex \| \| \| \| \| \| Youngiomyces stratosus \| \| \| \| |
|              | \| \| Youngiomyces aggregatus \| \| \| \| \| \| Youngiomyces carolinensis \| \| \| \| \| \| Youngiomyces multiplex \| \| \| \| \| \| Youngiomyces stratosus \| \| \| \| |
|              | Endogone |
|              | |
|              | Sclerogone |
|              | |
|              | Youngiomyces aggregatus |
|              | |
|              | Youngiomyces carolinensis |
|              | |
|              | Youngiomyces multiplex |
|              | |
|              | Youngiomyces stratosus |
|              | |

|  | Youngiomyces aggregatus   |
|  |                           |
|  | Youngiomyces carolinensis |
|  |                           |
|  | Youngiomyces multiplex    |
|  |                           |
|  | Youngiomyces stratosus    |
|  |                           |